# Río San Diego (Cuba)
El río San Diego, también conocido como Caiguanabo, es un curso fluvial cubano que recorre 97 km del oeste de la isla. Nace en la Cordillera de Guaniguanico, al este de la provincia de Pinar del Río y fluye hacia el noroeste, desembocando en la Encenada de Dayaniguas, en el Mar Caribe. 
El río divide a la Cordillera de Guaniguanico en Sierra del Rosario y Sierra de los Órganos y también es límite entre los municipio de Los Palacios y Consolación del Sur, en la Provincia de Pinar del Río. 
Sus aguas medicinales sirven para tratar enfermedades como la soriasis, la artritis y la artrosis, etc. 